# Porphyrinia subrosea
Porphyrinia subrosea là một loài bướm đêm trong họ Noctuidae.